# IC 10
IC 10 är en oregelbunden galax i stjärnbilden Cassiopeia. och är den enda kända starburstgalaxen i den lokala galaxhopen. Den upptäcktes av Lewis A. Swift den 8 oktober 1887 och år 1935 blev Nicholas Mayall den förste att föreslå att objektet är extragalaktiskt. Edwin Hubble misstänkte att det kunde tillhöra den lokala gruppen av galaxer, men dess status förblev osäker i årtionden. IC 10:s radialhastighet mättes 1962, och det visade sig att den närmade sig Vintergatan med cirka 350 km/s, vilket stärkte bevisen för dess medlemskap i den lokala gruppen. Dess medlemskap i gruppen bekräftades slutligen 1996 genom direkta mätningar av dess avstånd baserade på observationer av cepheider. De flesta uppskattningar placerar galaxen 2–3 miljoner ljusår från jorden, med vissa uppskattningar som sträcker sig från 1,5–4,5 miljoner ljusår. Trots dess närhet är galaxen ganska svår att studera eftersom den ligger nära Vintergatans plan och därför är kraftigt skymd av interstellär materia.
Det skenbara avståndet mellan IC 10 och Andromedagalaxen är ungefär detsamma som det skenbara avståndet mellan Andromedagalaxen och Triangelgalaxen, vilket tyder på att IC 10 kan tillhöra undergruppen M31.
IC 10 är den enda kända stjärnutbrottsgalaxen i den lokala gruppen av galaxer; den har många fler Wolf–Rayet-stjärnor per kvadratkiloparsek (5,1 stjärnor/kpc2) än Stora magellanska molnet (2,0 stjärnor/kpc2) eller Lilla magellanska molnet (0,9 stjärnor/kpc2). Även om galaxen har en luminositet som liknar SMC, är den betydligt mindre, med en uppskattad diameter på cirka 5000 ljusår. Dess högre metallicitet jämfört med SMC tyder på att stjärnbildningsaktiviteten har fortsatt under en längre tidsperiod. H II-regionerna i IC 10 har alla bildats nyligen, inom de senaste 10 miljoner åren. Wolf–Rayet-stjärnornas utvecklingsstatus tyder på att de alla bildades under en relativt kort tidsperiod. Förhållandet mellan de två typerna av Wolf–Rayet-stjärnor (WC-stjärnor och WN-stjärnor) i IC 10 skiljer sig mycket från förhållandet i andra galaxer i den lokala gruppen, vilket på något sätt kan bero på galaxens stjärnutbrottskaraktär. I början av 2000-talet producerar galaxen stjärnor med en hastighet av 0,04–0,08 solmassor per år, vilket innebär att gasförsörjningen i galaxen bara kan räcka några miljarder år till.
Observationer av IC 10 i det fjärrinfraröda området visar att stoftet i denna milda stjärnutbrottsgalax har brist på små korn. Det antas att alla små korn som tidigare existerade förstördes av stark ultraviolett strålning i områdena runt de heta lysande stjärnorna som bildades i galaxens senaste stjärnutbrott.
Galaxen har ett enormt hölje av vätgas, med en skenbar storlek på 68 × 80 bågminuter, vilket är mycket större än galaxens skenbara storlek i synligt ljus (5,5 × 7,0 bågminuter). IC 10 är också ovanlig i det avseendet att den synliga delen av galaxen verkar rotera i en annan riktning än det yttre höljet. Den har en H II-kärna.

## Galleri

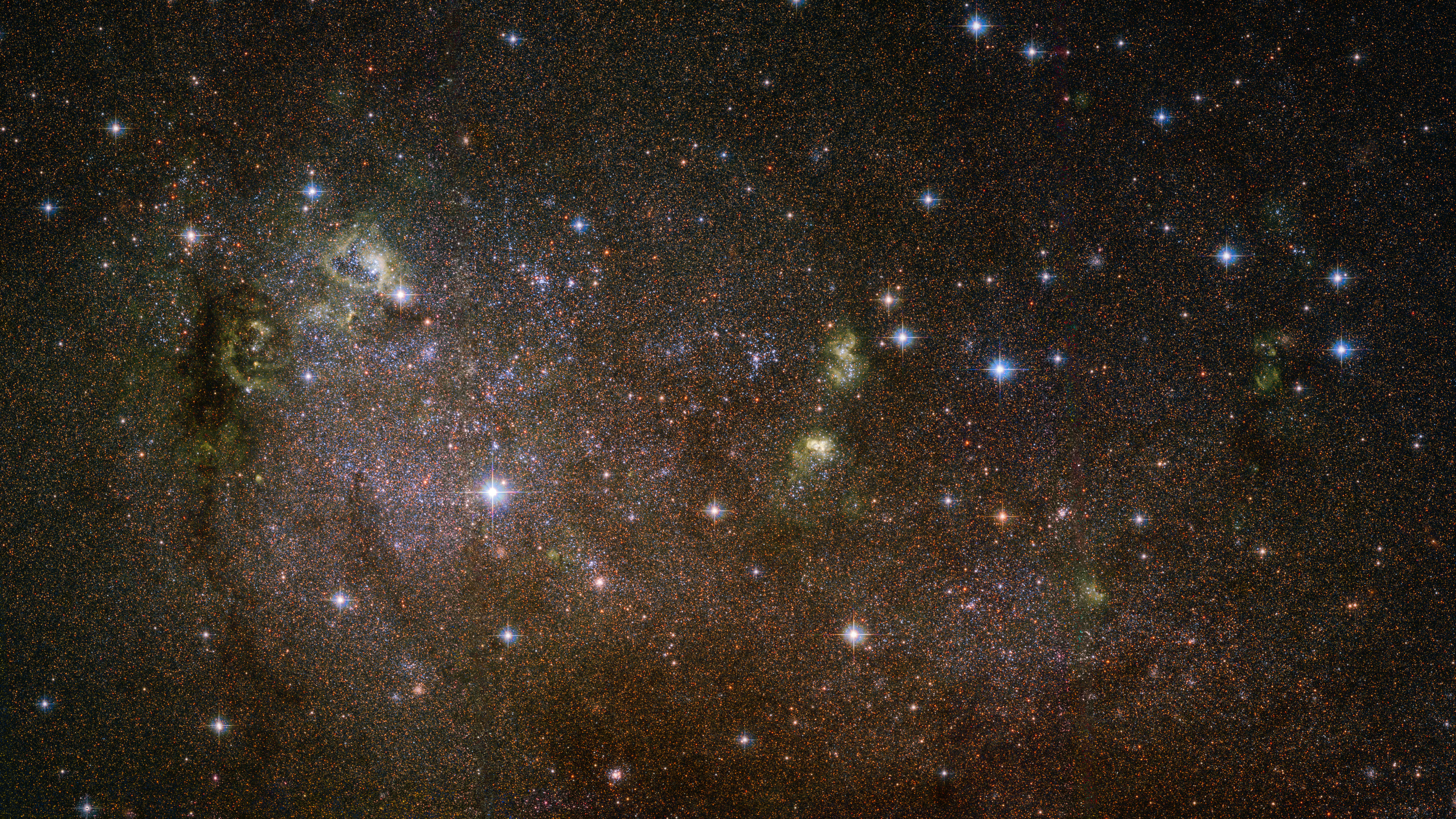
IC 10 fotograferad av Hubbleteleskopet